# Рецепция на римското право
Рецепцията на римското право е използване постиженията на римското право и мисъл, включително и най-вече юриспруденцията, в последващи края на римския период общества и държави, включително и в съвременните правни системи. Пандектната система е в основата на континенталната правна система като философията на правото в случая е заимствана от римската (виж и континентална философия).

## Римски правен универсализъм
Правно-техническото съвършенство на римското право и неговата универсалност позволили в хода на историческото развитие на обществата и правото във всяка историческа епоха законодателите да влагат в абстрактните на пръв поглед римски правни норми, еволюиращите разбирания и манталитета на своето време. Съдържанието на правното регулиране бавно и постепенно се изменило, но все в рамките на разработените още през класическия римски период правни схеми.

## Първи кодификации
Първите опити за систематизиране на остатъците от класическото римско правно наследство и съчетаването му с „варварското“ обичайно право на народите датират още от първите десетилетия на Домината. Почти веднага след възстановяването на империума от Диоклециан (283 – 285) в Никомедия и Антиохия били компилирани две частни правни сбирки – Грегориановият кодекс (292) и Хермогениановият кодекс (293), които са съдържали предимно авторитарното римско право – избрани и подредени римски конституции от времето на Адриан до управлението на Диоклециан.

## Първи съпоставки
Процесът на приспособяване на римското право и наследство към изменилата се икономическа обществено-политическа и етническа обстановка след периода на Великото преселение на народите започва в Западна и Централна Европа още преди края на Западната римска империя. В началото на IV век се появяват и други частни сравнителноправни сбирки, най-известната от които е т.нар. Съпоставка на Мойсеевия закон и римските закони, която вече от религиозни позициии, в духа на новото християнско време, изразява възгледа, че не съществува принципно противоречие между Мойсеевия закон (Тората с Десетте Божии заповеди) и римското право (виж и Въведение в историята на Израел).

## Първи рецепции
През втората половина на V век били направени успешни опити за съчетаване на готските обичайноправни норми с вече утвърденото и осветено от католическата църква латинско право. В резултат от това били създадени най-ранните официални писмени средновековни правни паметници – Еврициановият кодекс (476 г., в Западна Галия и Испания, официално заменил едиктите на римските провинциални префекти) и Едиктът на Теодорих (на крал Теодорих, около 500 г. – за Остготското кралство). Те включват Теодосиевите новели, фрагменти от Институциите на Гай и Сентенциите на Павел. Влиянието на франкското, бургундското и баварското обичайно право било отчетливо изразено в Бургундския римски закон (Lex Romana Burgundiorum) – създаден около 502 г. по поръчка на бургундския крал Гундобад. Друг официален държавен акт бил и Вестготският римски закон, известен и като Бревиар на Аларих по името на крал Аларих II, който е най-обширната компилация от това време, оказала влияние на средновековното право в Западна и Централна Европа.

## Средновековни рецепции
В духа и традициите на римското право, чрез редица нормативни актове с използване на римскоправната техника, но в доста различен, вече феодален дух, били уредени обществените имуществени отношения, включително най-простите обменни отношения, семейството и наследяването. Единното право на частна собственост било заменено с приоритет на владението като фактическо производство. Допълнително бил въведен института на т.нар. разделна собственост – правомощията на правото на собственост били поделяни и вертикално между сеньора и неговите васали. Семейните и наследствените отношения преминали постепенно под юрисдикцията на църквата.
В Западна и Централна Европа по времето на франкската държава, древноримската правна практика била използвана главно за обосноваване на независимостта на сеньорите и за утвърждаване на предимството на местните обичаи над централизираното законодателство.
Във Византия, приспособяването на римското право към условията на променената обществена действителност се извършвало доста по-плавно. Юстиниановото законодателство (528 – 534) станало основа на действалата правна система през цялото съществуване на Източната Римска империя. През първата половина на VIII век императорите-иконоборци Лъв III и Константин V Копроним направили големи правни реформи, създавайки Еклогата (726). Като нейни допълнения са съставени Земеделският закон, Морският и Военният закон като част от вече т.нар. византийско право.
След преодоляване на иконоборческата криза в Империята, от края на IX век и началото на X век, по времето на т.нар. македонски ренесанс, се наложило ново ревизиране и осъвременяване на действащото право, осъществено по времето на „македонските“ императори Василий I и Лъв Философ, чрез създаването на цяла серия законодателни актове: Прохирона, Епанагогата, Номоканона. Малко по-късно била завършена и втората голяма компилация след Юстиниановия сборник – т.нар. Василики (Императорски книги). Всички тези държавно-правни актове, основани на римското право в юстиниановото наследство, били прилагани до падането на Константинопол под властта на османците през 1453 г., като по-късно тяхното правоприлагане продължило от църковните общини и съдилища и по османско време – виж османско право (например „Шестодневието“ на Арменопуло). Значението на възприемането и доразвиването на римското право във Византия било огромно от гледна точка на развитието и опазването на правото. От Византия римското правно наследство било реципирано и в България след Покръстването, а оттук по-късно и в други славянски страни. Преведените на старобългарски език римо-византийски правни паметници и изградените върху тяхната основа Закон за съдене на людете, станали основа на действащото средновековно право на Балканите, в Русия, Украйна, Влахия и Молдова.

## Възрожденски рецепции
Западноевропейското възраждане (XIII-XVI век) възродило с нова сила вниманието на правоведите към ценности на класическото римско право. Още от основаването на първия западноевропейски университет в Болоня през XII век, Ирнерий започнал да преподава там и светско право. Той разработвал лекциите си на основата на Дигестите и Юстиниановата компилация. Неговите ученици разпространили интереса към античното правно наследство из цяла Западна Европа, а продължителите на делото им през XIV и XV век постепенно подготвили цялостната рецепция на римското право такова, каквото било отразено в изворите за изучаването му. Възприемането на идеите и разрешенията на древноримската юриспруденция в повечето европейски страни станало възможно поради общоевропейския характер и обхват на Ренесанса.

## Съвременни рецепции
В ново време, под натиска на антиклерикализма на революциите, заляли европейския континент, бил приет т.нар. Наполеонов кодекс – първият и станал класически модел на съвременна пряка рецепция на съвършените антични образци. Преди това възроденото римско право оказало ограничено въздействие в Холандия и Англия от XVII век насетне. Германският граждански законник има най-голямо значение за модерното гражданско право. Той е в сила от 1 януари 1900 г., като е разработен на базата на класическото римско право в резултат на почти 50-годишни дискусии между романисти и цивилисти от германската историческа школа през втората половина на 19 век. При изработването му са взети предвид както съдебната практика по Наполеоновия кодекс и следващите кодификации, така и мненията на правната доктрина и обществените групи. В него за първи път е отделено съществено място на регламентирането на юридическите лица. Германският граждански законник отразява и постиженията на новата наука социология, и в частност на социологията на правото.